# 長篇 (電影術語)
在电影术语中，长篇（Feature length）是指電影可以算是劇情長片的放映時間长度。在美国电影艺术与科学学会的规则中，电影片长不短于40分钟才有资格获得奥斯卡金像奖。
电视电影和录像带首映也可以是长篇。加长的电视连续剧聚集也能成为长篇。这种长篇通常是电视试播、电视特别节目或者大结局。

## 历史
已知全球首个长篇叙事片是澳大利亚制作《凯利帮的故事》，片长60分钟。1915年时业界开始广泛实践五卷长篇。无声电影时期每卷胶卷为10分钟，两卷（多为喜剧）就是20分钟，因此约50分钟或更长的即可谓之长篇。可能因为电视的竞争，正片的长度从1931年的90分钟增加到1960年的120分钟。